# Mesmont (Côte-d’Or)
Mesmont település Franciaországban, Côte-d’Or megyében. Lakosainak száma 253 fő (2022. január 1.). Mesmont Prâlon, Agey, Remilly-en-Montagne, Savigny-sous-Mâlain és Sombernon községekkel határos.

## Népesség
A település népességének változása:
| Lakosok száma | 71   | 125  | 146  | 196  | 238  | 250  | 247  | 248  | 254  | 253  |
|               | 1968 | 1982 | 1990 | 2006 | 2013 | 2015 | 2017 | 2019 | 2020 | 2022 |